# PO E 503–537
Die Elektrolokomotiven E 503 bis E 537 der Chemin de fer de Paris à Orléans (PO), später 2D2 5503–5537 der SNCF, waren 35 Schnellzuglokomotiven, die auf den mit 1500 V Gleichstrom elektrifizierten Bahnstrecken Paris–Vierzon und Paris–Bordeaux eingesetzt waren. Die Lokomotiven erhielten wegen ihrer kleinen Vorbauten den Übernamen Nez de cochon, „Schweineschnauze“.

## Geschichte
Die PO suchte nach einer geeigneten Schnellzuglokomotive für die elektrifizierte Stammstrecke nach Vierzon. Aus den fünf Prototypen, die von PO 1923 bestellt worden waren, bewährte sich die E 502 am besten. Im Gegensatz zur E 501 waren die Fahrmotoren der E 502 zusätzlich mit Kompensationswicklungen versehen.
PO bestellte 35 Lokomotiven bei der französischen Bahnindustrie, wobei Fives-Lille den mechanischen Teil und CEM, die französische Tochtergesellschaft von BBC, den elektrischen Teil fertigte. Die erste Lokomotive wurde im Mai 1933, die letzte im Juni 1934 abgeliefert.

## Technik
Die Lokomotiven wiesen nur kleine Änderungen gegenüber der Probelokomotive E 502 auf. Sie hatten vier Treibachsen und an beiden Enden ein Laufdrehgestell. Dieses war mit einem seitlich verschiebbaren Drehzapfen ausgerüstet, der mit Federn zentriert war – eine Ausführung, die später Bauart Winterthur genannt wurde.

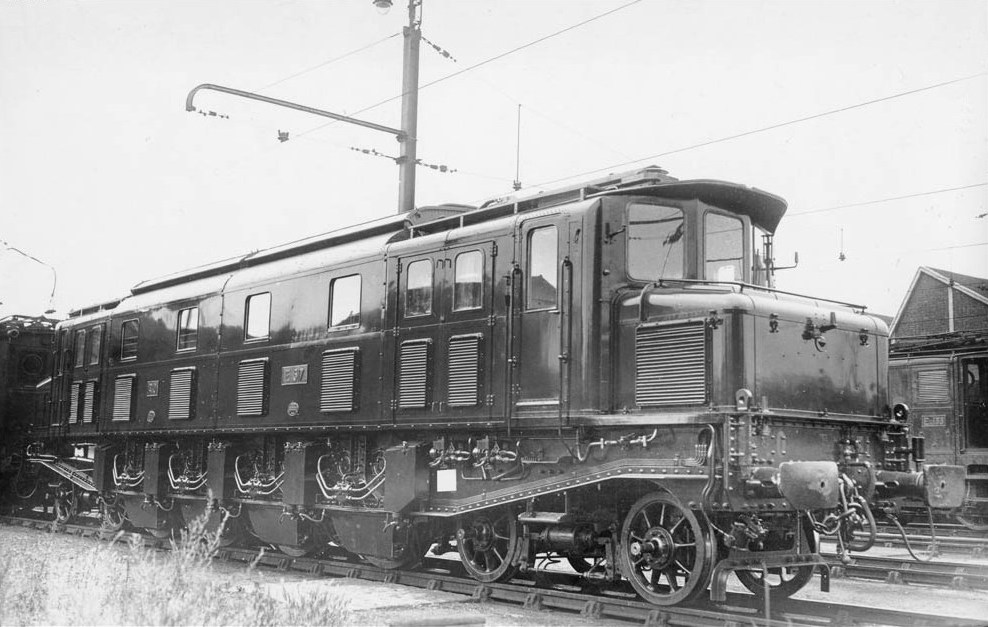
PO E 517 in der Ursprungsausführung

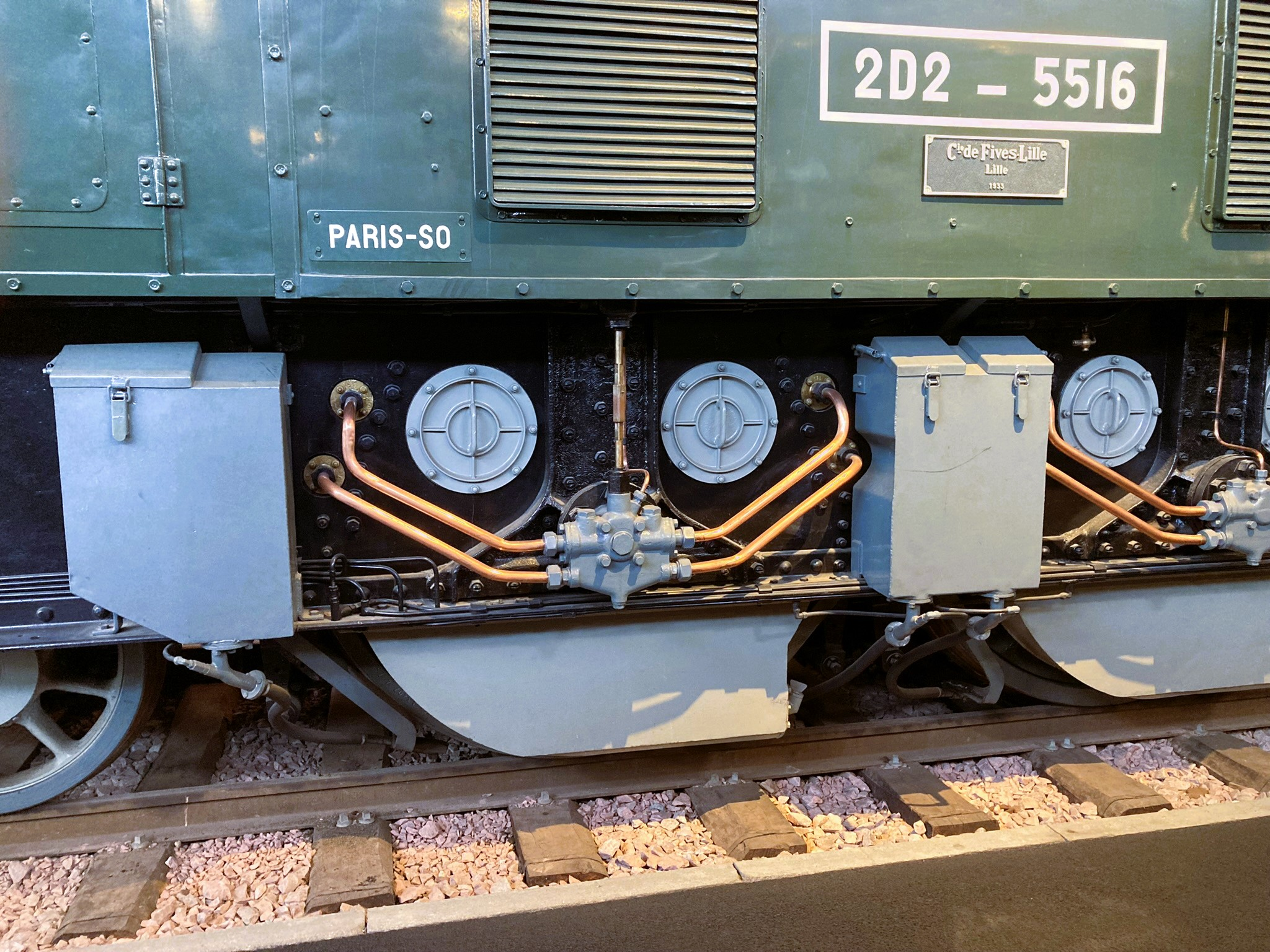
Detail des Buchli-Antriebs mit Zwangsumlaufschmierung

Die sechspoligen Fahrmotoren vom Typ GLM85/6-43 mit Kompensationswicklung verfügten über eine Fremdbelüftung, wobei jeder Fahrmotor seinen eigenen Fahrmotorlüfter hatte. Jeder Fahrmotor trieb die ihm zugeordnete Achse über zwei auf beiden Fahrzeugseiten angeordneten Buchli-Antriebe mit einer Getriebeübersetzung von 61:141 an. Die Lokomotiven waren mit einer Rekuperationsbremse ausgerüstet.
In beiden Seitenwänden des Maschinenraums waren acht Fenster angeordnet. Anfänglich war unter den Fenstern ein Lüftungsgitter angeordnet, später wurde dieses nur bei den vier mittleren Fenstern beibehalten. Die Lokomotiven wiesen im Ursprungszustand an allen Treibachsen für beide Fahrtrichtungen Sandkästen mit Sandfallrohren auf. Später wurden bei einigen Lokomotiven die Sandkästen zwischen den Achsen 1 und 2 sowie 3 und 4 entfernt. Der Achsabstand der Treibachsen betrugen 2020 mm.

## Einsatz
Die Lokomotiven wurden dem Depot Paris-Sud-Ouest zugeteilt und wurden vor Schnellzügen nach Vierzon und ab 1938 auch nach Bordeaux eingesetzt. Sie bewährten sich durch ihre Laufruhe bei hohen Geschwindigkeiten, ihre Zuverlässigkeit und ihre große Leistungsreserve. Obwohl die Lokomotiven nur für 130 km/h ausgelegt waren, erreichten sie manchmal bis zu 150 km/h. Nachdem die Laufdrehgestelle von Gleitlager auf Rollenlager umgebaut worden waren, wurde die Höchstgeschwindigkeit auf 140 km/h erhöht. Einzig bei feuchten Schienen und größeren Neigungen hatten die Loks manchmal Adhäsionsprobleme und bekundeten Mühe, die schweren Züge mit den ebenfalls neu eingeführten OCEM-Wagen zu führen.